# Lụt

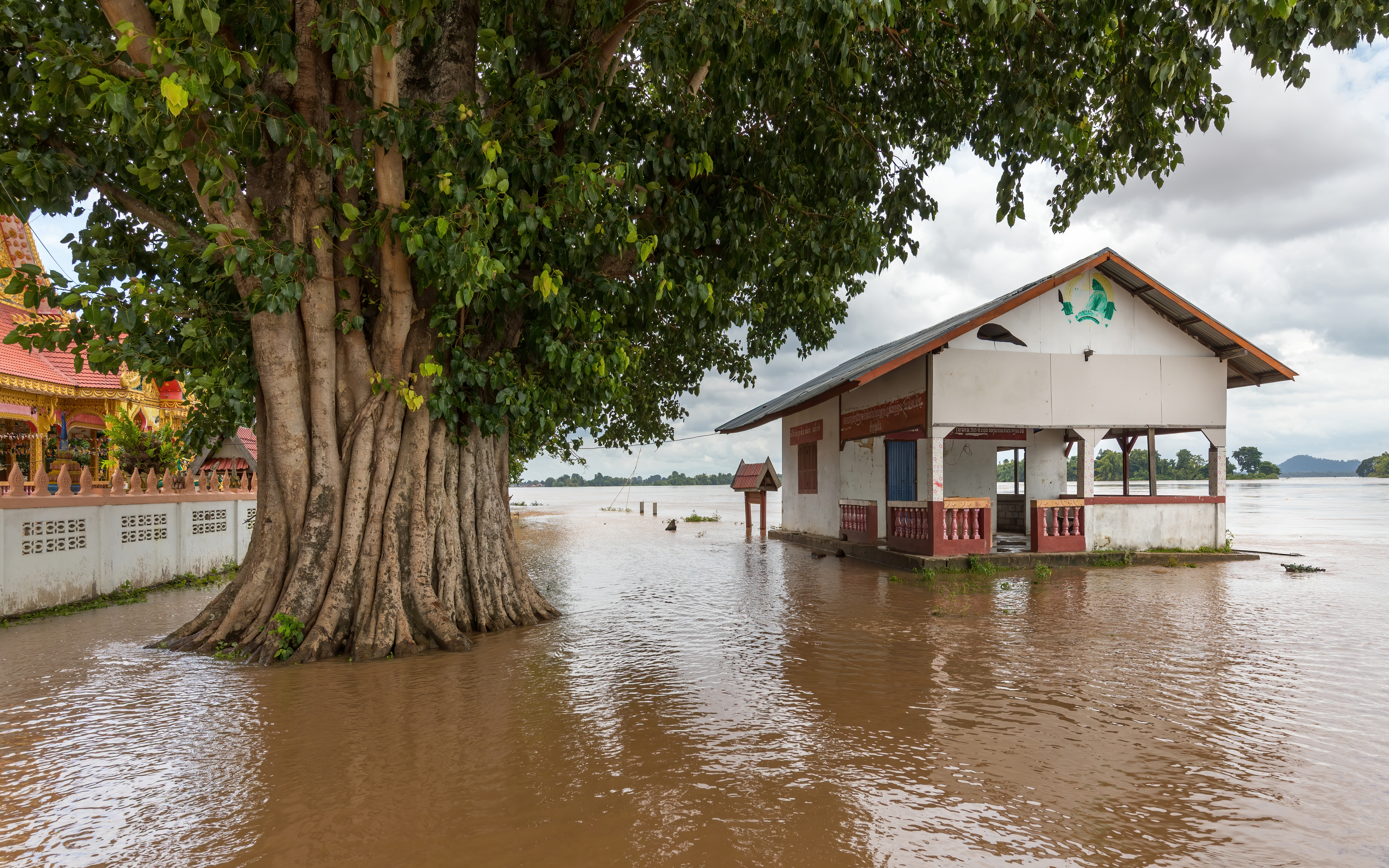
Một trận lụt tại Si Phan Don ở Lào

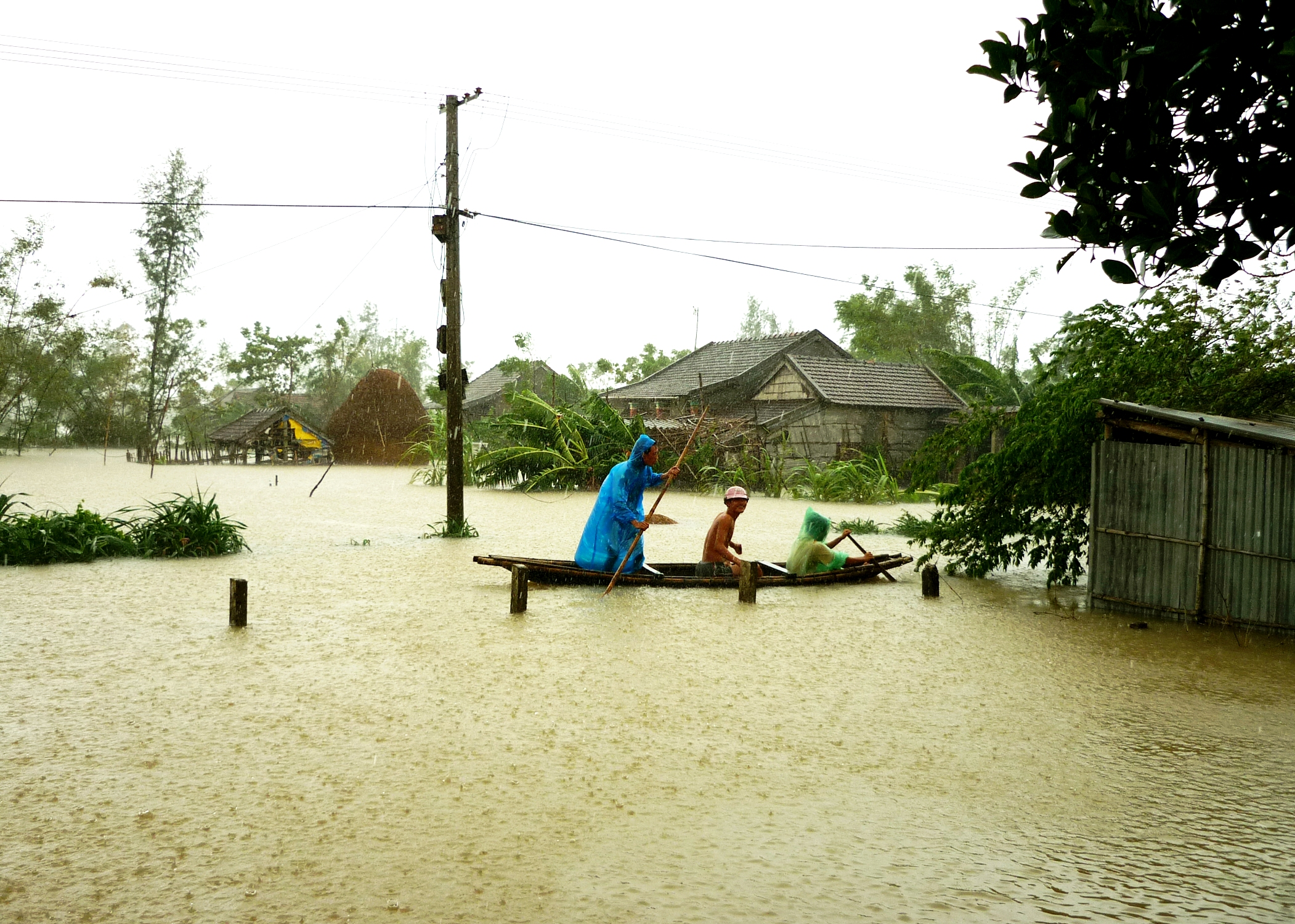
Nước lụt ngập làng

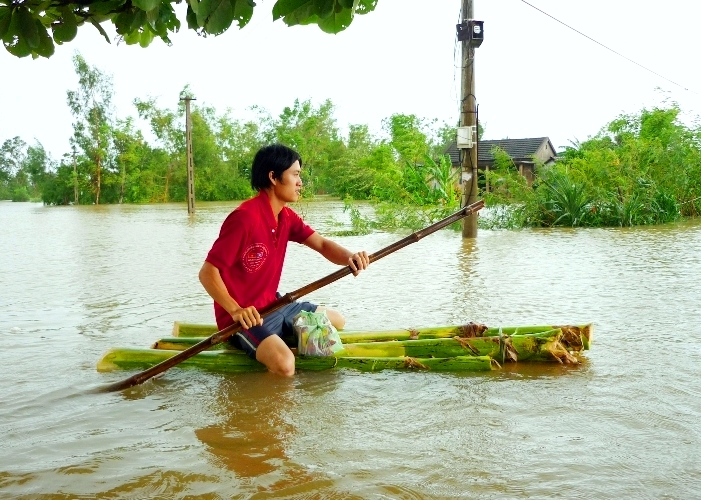
Ngày lũ lụt, người ta thường dùng bè làm phương tiện đi lại

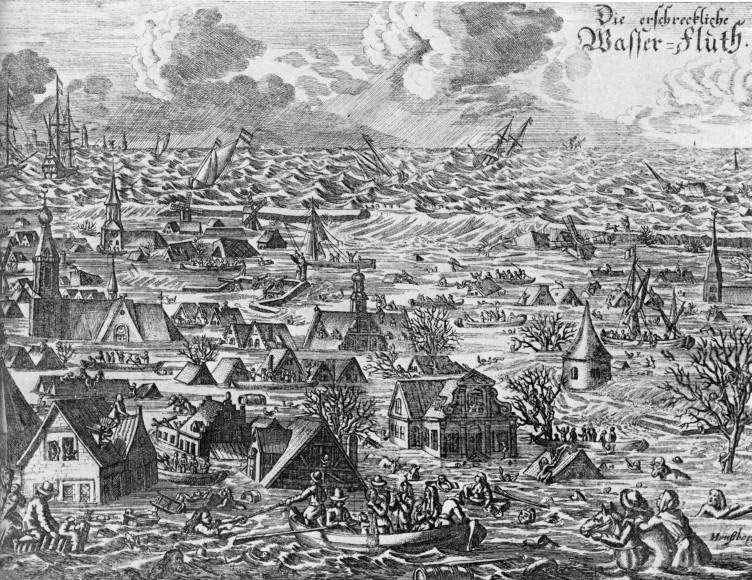
Bức tranh về trận lụt Burchardi đã tấn công vào bờ biển biển Bắc thuộc Đức và Đan Mạch vào đêm ngày 11 và 12 tháng 10 năm 1634.

Lụt hay lũ, lũ lụt là hiện tượng nước trong sông, hồ tràn ngập một vùng đất. Lụt cũng có thể dùng để chỉ trường hợp ngập do thủy triều, nước biển dâng do bão.
Lụt có thể xuất hiện khi nước trong sông,do hiện tượng mưa lớn kéo dài, hồ tràn qua đê hoặc gây vỡ đê làm cho nước tràn vào các vùng đất được đê bảo vệ. Trong khi kích thước của hồ hoặc các vực nước có thể thay đổi theo mùa phụ thuộc vào giáng thủy hoặc tuyết tan, nó không có nghĩa là lũ lụt trừ khi lượng nước này tràn ra gây nguy hiểm cho các vùng đất như làng, thành phố hoặc khu định cư khác.
Lụt có thể xảy ra khi mực nước sông dâng cao do lũ lớn làm tràn ngập và phá hủy các công trình, nhà cửa dọc theo sông. Có thể giảm thiệt hai do lũ bằng cách di dời dân cư xa sông, tuy nhiên các hoạt động kinh tế, dân sinh thường gắn liền với sông. Do vậy, con người vẫn cứ định cư trong những khu vực có nhiều rủi ro bị thiệt hại do lũ, khi đó giá trị thu được do sống gần vực sông cao hơn là chi phí dự báo lũ định kỳ.

## Nguyên nhân và phân loại

### Nguyên nhân
Nguyên nhân cơ bản gây ra lũ lụt là do triều cường hoặc bão, tạo ra nước lũ với khối lượng lớn kèm đất, đá; tràn qua bờ sông, đê hoặc làm vỡ các công trình ngăn lũ vào các vùng trũng như đập; hoặc do nước biển dâng làm tràn ngập nước vùng ven biển.
Mưa lớn và kéo dài (do bão lớn) là nguyên nhân chính gây ra lũ lụt, ngoài ra, ở vùng đồng bằng, cụ thể là cửa sông tiếp giáp với biển, triều cường là một nhân tố làm cho lũ lụt trầm trọng hơn. Ngoài ra còn một số yếu tố khác ảnh hưởng đến khả năng xuất hiện lũ lớn và bất thường.
khu vực càng rộng thì nước lũ lên càng chậm và cũng sẽ rút chậm, ngược lại nếu lưu vực hẹp và thuôn dài sẽ làm nước lũ lên nhanh hơn. Trong một số trường hợp thậm chí sẽ hình thành lũ quét, lũ ống.
Rừng bị chặt phá, tàn phá cũng là một nguyên nhân gây lũ lụt, lũ quét trên vùng núi, và xói mòn đất.
Hiện tượng El Nino và La Nina đã gây ra nhiều loại hiện tượng lũ lụt và hạn hán trên nhiều vùng khác nhau trên thế giới.
Nếu ở một vùng nào đó có cả một hệ thống sông gồm nhiều con sông hợp thành mà không biết bảo vệ rừng thì khả năng hình thành tổ hợp lũ lụt rất là cao.

### Phân loại

#### Lụt ven sông
- Lụt chậm: do mưa kéo dài (thường gặp ở các vùng nhiệt đới) hay do tuyết tan nhanh (thường ở vùng ôn đới) làm lượng nước đổ xuống vượt mức chứa của kênh đào hay sông ngòi. Mưa rào, mưa bão, áp thấp nhiệt đới là những nguyên nhân khác của lụt loại này.
- Lụt nhanh: xảy ra nhanh chóng và thường do các cơn bão mạnh.

#### Lụt hạ lưu
Thường do ảnh hưởng kết hợp: sức gió mạnh của bão làm triều dâng cao.

#### Lụt ven biển
Do những cơn bão biển dữ dội hay thảm họa khác như sóng thần.

#### Lụt do thảm họa
Các nguyên nhân khác như vỡ đê, động đất, núi lửa,... cũng có thể dẫn đến lụt.

#### Lụt do con người
Tai nạn do con người gây ra với kênh đào và đường ống.

#### Khác

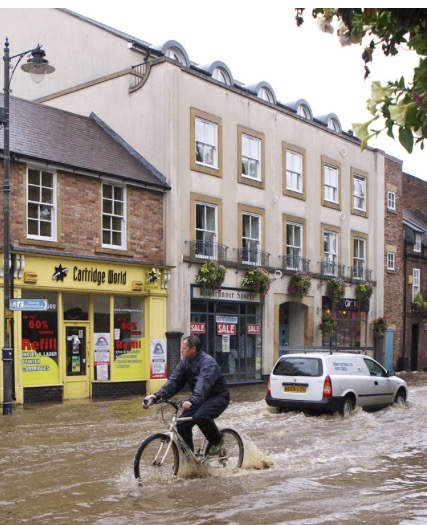
Ngập lũ trên đường ở thành thị

Lụt xảy ra do nước tích lại trên một bề mặt không có khả năng thấm nước, ví dụ, mưa sẽ làm ẩm mặt đất nhưng mưa kéo dài làm giảm và làm mất khả năng thấm nước của đất nên nước sẽ đọng lại trên mặt đất. Nếu mưa kéo dài lượng nước sẽ tăng trong khi nước mất đi do bay hơi không đáng kể sẽ dần dần gây ra lụt. Hoặc ở thành thị, mặt đất thường là đường nhựa hoặc bê tông không hoặc rất ít thấm nước, khi có mưa lớn xảy ra trên thành phố nếu hệ thống thoát nước công cộng không hoạt động hiệu quả cũng có thể gây ngập nước trên đường nhưng thông thường là không gây ra lụt lớn và không gây nhiều thiệt hại.

## Đối phó với lũ lụt

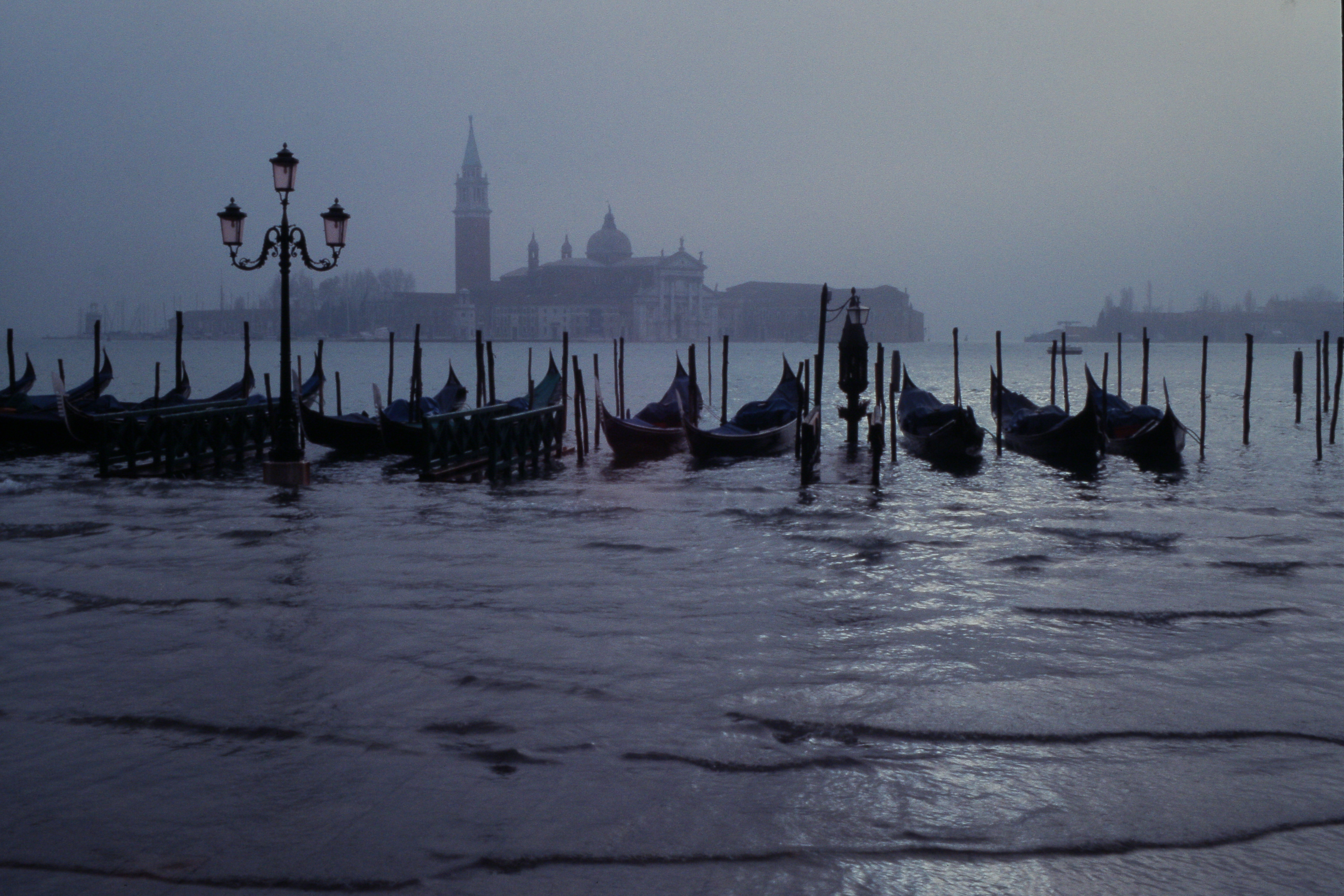
Ngập nước "bình thường" ở Venice, Ý.

Ở phương Tây, đa phần đất đai đã được con người trải nhựa làm đường và tiến hành bê tông hóa đồng loạt. Dễ thấy là lớp phủ mặt đường này khiến cho hầu hết lượng mưa tích tụ lại đều biến thành dòng chảy. Trong một khu công nghiệp không có hệ thống tiêu thoát nước hữu hiệu, có lẽ không cần quá nhiều mưa cũng có thể gây ra lụt nặng.
Nhiều thành phố đã xây dựng các cống dẫn nước bằng bê tông để phòng ngừa lũ lụt. Khi mưa nhiều, nước sẽ chảy vào trong các cống dẫn chạy quanh khu vực ngoại ô thành phố, nơi nước được hấp thụ tốt hơn. Song, biết đâu một lúc nào đó chính những cống dẫn nước này lại gây lũ lụt. Bản thân hoạt động rải bê tông, nhựa đường trên mặt đất cũng đã đồng nghĩa với việc chúng ta đang cắt đi một phần của miếng bọt biển tự nhiên và dồn thêm nước vào phần bọt biển còn lại.
Tương tự, con người xây rất nhiều đê chống lũ. Có thể hình dung đây là những bức tường thành lớn được xây dựng dọc các bờ sông để ngăn sông tràn ra thành lũ. Trong suốt thời gian qua, những con đê này đã hoàn thành tương đối tốt sứ mệnh của mình, nhưng với những khu vực không có đê thì hoàn toàn ngược lại, sẽ phải hứng toàn bộ lượng nước lũ khi nước sông dâng lên. Hơn nữa, không khác đập là mấy, hệ thống đê có thể vỡ. Nếu điều này xảy ra thì việc những khu vực gần sông bị nước lũ nhấn chìm chỉ còn là vấn đề thời gian.
Riêng đối với hoạt động kiểm soát lũ dọc bờ biển, loài người thực chất không đạt được nhiều thành tựu. Những con sóng lớn có khả năng phá hủy các công trình xây dựng bằng cách gây xói mòn. Để kiểm soát xói mòn, chúng ta đã áp dụng phương pháp xây các hàng rào và đê chắn sóng. Song thực tế, chúng lại gây trở ngại cho tiến trình hình thành bãi biển bởi khi chúng ta ngăn nước di chuyển về phía bờ, biển không thể "chở" cát vào bờ tạo nên những bãi biển đẹp.
Đối với nhiều khu vực nội địa cũng vậy. Thoạt nhìn, người ta có thể tưởng rằng sông là một đặc trưng không đổi của cảnh quan nói chung, nhưng thật ra nó lại là một thực thể động, nhất là những con sông lớn như Mississippi (Hoa Kỳ), Dương Tử, Hoàng Hà (Trung Quốc)... Trải qua thời gian, sông dần dần mở rộng ra, rồi đột ngột chuyển hướng, thậm chí có thể biến đổi cả dòng chảy. Vì lý do này mà những vùng đất ven bờ sông thường có nguy cơ ngập lụt rất cao.

## Tác động

### Tác động thứ cấp
- Ảnh hưởng đến nước sinh hoạt nói riêng và nguồn nước nói chung: nước bị ô nhiễm do nước mang theo các chất thải từ cống, rãnh, ao hồ tràn lên đường phố, nhà, khu vực các vòi nước công cộng,... Gây khan hiếm nước uống và nhiều tình trạng khác.
- Bệnh cho người và động vật: do vệ sinh kém, do các bệnh truyền nhiễm dựa vào nước để phán tán. Trong điều kiện ấy, bệnh dịch dễ dàng nảy sinh và lây lan, bởi đa số dịch bệnh đều truyền qua đường nước nhanh hơn là qua không khí, chẳng hạn dịch tả.
- Thiệt hại trong nông nghiệp: gây ngập các khu vực trồng trọt nên có thể làm giảm năng suất, là nguyên nhân gây ra mất mùa, gây khan hiếm lương thực. Nhiều loài thực vật không có khả năng chịu úng bị chết.

### Tác động lâu dài
Gây khó khăn cho nền kinh tế: giảm "tức thời" các hoạt động du lịch, chi phí cho tái xây dựng, đồng thời đẩy mạnh việc tăng giá các mặt hàng lương thực thực phẩm,...

## Những trận lũ lụt gây thiệt mạng nhiều nhất
Dưới đây là danh sách các trận lũ lụt gây thiệt mạng nhiều nhất trên thế giới, từ 100.000 trở lên.
| Số người chết       | Sự kiện                                                                                          | Địa điểm   | Thời gian |
| ------------------- | ------------------------------------------------------------------------------------------------ | ---------- | --------- |
| 2.500.000–3.700.000 | Lũ lụt Trung Quốc năm 1931                                                                       | Trung Quốc | 1931      |
| 900.000–2.000,000   | Lũ lụt Hoàng Hà năm 1887                                                                         | Trung Quốc | 1887      |
| 500.000–700.000     | Lũ lụt Hoàng Hà năm 1938                                                                         | Trung Quốc | 1938      |
| 231.000             | Vỡ Đập Bản Kiều, do Bão Nina. Khoảng 86.000 người chết do lũ và 145.000 người chết do dịch bệnh. | Trung Quốc | 1975      |
| 230.000             | Sóng thần Ấn Độ Dương 2004                                                                       | Indonesia  | 2004      |
| 145.000             | Lũ sông Dương Tử 1935                                                                            | Trung Quốc | 1935      |
| 100.000+            | Lũ St. Felix, bão                                                                                | Hà Lan     | 1530      |
| 100.000             | Lũ lụt sông Dương Tử 1911                                                                        | Trung Quốc | 1911      |

Lũ lụt Hà Nội và Đồng bằng Sông Hồng năm 1971 là trận lụt gần đây nhất ở Miền bắc Việt Nam, làm chết 594 người và hơn 100.000 người bị ảnh hưởng nặng.